# 伍德縣 (威斯康辛州)
伍德县（英語：Wood County）是美國威斯康辛州中部的一個縣 (該州的地理中心位於本縣)。面積2,096平方公里。根據美國2000年人口普查，共有人口75,555人。縣治威斯康辛灘市 (Wisconsin Rapids)。
成立於1856年，縣名紀念曾任州議員的約瑟·伍德 (Joseph Wood)。